# Fantasma parastasie
Fantasma parastasie is een studioalbum/ep van Aidan Baker en Tim Hecker. Beide musici spelen experimentele ambient en zaten toen toevallig bij hetzelfde platenlabel. Zowel Baker en Hecker brengen muziek uit onder diverse kleine nichelabels. De zes titels zijn verspreid over 66 tracks.

## Musici
- Aidan Baker – gitaar, elektronica
- Tim Hecker – elektronica

## Muziek
| Nr. | Titel                               | Duur |
| --- | ----------------------------------- | ---- |
| 1.  | phantom on a pedestal I             | 0;15 |
| 2.  | phantom on a pedestal II            | 0:44 |
| 3.  | phantom on a pedestal III           | 0:29 |
| 4.  | phantom on a pedestal IV            | 1:20 |
| 5.  | phantom on a pedestal V             | 0:20 |
| 6.  | phantom on a pedestal VI            | 0:32 |
| 7.  | phantom on a pedestal VII           | 0:44 |
| 8.  | phantom on a pedestal VIII          | 0:29 |
| 9.  | phantom on a pedestal IX            | 0:26 |
| 10. | phantom on a pedestal X             | 0:26 |
| 11. | hymn to the idea of night I         | 0:23 |
| 12. | hymn to the idea of night II        | 0:29 |
| 13. | hymn to the idea of night III       | 0:41 |
| 14. | hymn to the idea of night IV        | 0:29 |
| 15. | hymn to the idea of night V         | 0:46 |
| 16. | hymn to the idea of night VI        | 0:40 |
| 17. | hymn to the idea of night VII       | 0:28 |
| 18. | hymn to the idea of night VIII      | 0:25 |
| 19. | hymn to the idea of night IX        | 0:11 |
| 20. | hymn to the idea of night X         | 0:14 |
| 21. | hymn to the idea of night XI        | 0:28 |
| 22. | auditory spirits I                  | 0:27 |
| 23. | auditory spirits II                 | 0:14 |
| 24. | auditory spirits III                | 0:16 |
| 25. | auditory spirits IV                 | 0:16 |
| 26. | auditory spirits V                  | 0:17 |
| 27. | auditory spirits VI                 | 0:26 |
| 28. | auditory spirits VII                | 0:28 |
| 29. | auditory spirits VIII               | 0:16 |
| 30. | auditory spirits IX                 | 0:32 |
| 31. | auditory spirits X                  | 0:12 |
| 32. | auditory spirits XI                 | 0:14 |
| 33. | skeleton dance I                    | 0:18 |
| 34. | skeleton dance II                   | 0:14 |
| 35. | skeleton dance III                  | 0:23 |
| 36. | skeleton dance IV                   | 0:16 |
| 37. | skeleton dance V                    | 0:20 |
| 38. | skeleton dance VI                   | 0:17 |
| 39. | skeleton dance VII                  | 0:13 |
| 40. | skeleton dance VIII                 | 0:11 |
| 41. | skeleton dance IX                   | 0:13 |
| 42. | skeleton dance X                    | 0:13 |
| 43. | skeleton dance XI                   | 0:17 |
| 44. | gallery of the invisible woman I    | 0:08 |
| 45. | gallery of the invisible woman II   | 0:11 |
| 46. | gallery of the invisible woman III  | 0:20 |
| 47. | gallery of the invisible woman IV   | 0:10 |
| 48. | gallery of the invisible woman V    | 0:17 |
| 49. | gallery of the invisible woman VI   | 0:21 |
| 50. | gallery of the invisible woman VII  | 0:31 |
| 51. | gallery of the invisible woman VIII | 0:41 |
| 52. | gallery of the invisible woman IX   | 0:33 |
| 53. | gallery of the invisible woman X    | 0:56 |
| 54. | gallery of the invisible woman XI   | 3:04 |
| 55. | dream of a nightmare I              | 0:25 |
| 56. | dream of a nightmare II             | 0:15 |
| 57. | dream of a nightmare III            | 0:17 |
| 58. | dream of a nightmare IV             | 0:41 |
| 59. | dream of a nightmare V              | 0:44 |
| 60. | dream of a nightmare VI             | 0:09 |
| 61. | dream of a nightmare VII            | 0:28 |
| 62. | dream of a nightmare VIII           | 0:16 |
| 63. | dream of a nightmare IX             | 0:15 |
| 64. | dream of a nightmare X              | 0:31 |
| 65. | dream of a nightmare IX             | 0:13 |
| 66. | fantasma parastasie                 | 4:50 |